# انشراح الألفي
انشراح الألفي هي ممثلة مصرية، وُلدت عام 1923 ميلاديًا. اقتصر نشاطها الفني على النصف الأول من خمسينيات القرن العشرين، في الفترة ما بين 1951 حتى 1952. شاركت انشراح في سبعة أفلام بأدوارٍ مُساعدة.

## مشاركتها
- فيلم «الإيمان» للمخرج أحمد بدرخان عام 1952 (قامت بدور صديقة سهام).
- فيلم «صورة الزفاف» للمخرج حسن عامر عام 1952 (قامت بدور مدرسة هدى).[1]
- فيلم «كأس العذاب» للمخرج حسن الإمام عام 1952 (قامت بدور خديجة).[2]
- فيلم «أنا بنت ناس» للمخرج حسن الإمام عام 1951.[3]
- فيلم «حكم القوي» للمخرج حسن الإمام عام 1951 (قامت بدور موظفة في المصنع).
- فيلم «خدعني أبي» للمخرج محمود ذو الفقار عام 1951.
- فيلم «نهاية قصة» للمخرج حلمي رفلة عام 1951.